# Les Années sauvages
Les Années sauvages (The Rawhide Years) est un film américain réalisé par Rudolph Maté, sorti en 1955, avec dans les rôles principaux Arthur Kennedy et Tony Curtis.

## Synopsis
Ben Matthews est un joueur professionnel qui sévit sur les bateaux-mouches du Mississippi. Avec sa maîtresse, la belle Zoé Fontaine, danseuse, ils ont décidé de se fixer à Galena. À bord du navire, le juge de la ville est assassiné. À l'arrivée, Matthews est accusé du meurtre et prêt à être lynché. Il réussit à s'enfuir. Pendant trois ans, il erre sans but, jusqu'au jour où il ne reçoit plus aucune nouvelle de Zoé. Il décide alors de revenir à Galena pour se disculper du meurtre...

## Fiche technique
- Titre : Les Années sauvages
- Titre en Belgique : Les Pirates du fleuve
- Titre original : The Rawhide Years
- Réalisation : Rudolph Maté
- Scénario : Earl Felton, Robert Presnell Jr. et D. D. Beauchamp, d'après le roman de Norman A. Fox
- Chef-opérateur : Irving Glassberg
- Musique : Hans J. Salter, Frank Skinner, Eric Zeisl (non crédité)
- Montage : Russell F. Schoengarth
- Décors : Oliver Emert, Russell A. Gausman
- Costumes : Bill Thomas
- Direction artistique : Alexander Golitzen, Richard H. Riedel
- Assistant réalisateur : John Sherwood
- Production : Universal Pictures
- Durée : 85 minutes
- Dates de sortie : 
  - États-Unis : 15 juin 1956
  - France : 15 mars 1957

## Distribution
Bien qu'il soit initialement sorti en 1957 en France, le film n'a été doublé en français qu'en 1965.
- Tony Curtis (VF : Hubert Noël) : Ben Matthews
- Colleen Miller (VF : Sophie Leclair) : Zoé Fontaine
- Arthur Kennedy (VF : Roger Rudel) : Rick Harper
- William Demarest (VF : Georges Hubert) : Brand Comfort
- William Gargan (VF : Michel Gatineau) : Marshal Sommers
- Peter Van Eyck (VF : Philippe Mareuil) : André Boucher
- Minor Watson (VF : Jacques Deschamps) : Matt Comfort
- Donald Randolph (VF : Raymond Loyer) : Carrico
- Robert J. Wilke (VF : Pierre Collet) : Neal
- Trevor Bardette (VF : Gérard Ferrat) : Le capitaine
- James Anderson (VF : Pierre Fromont) : Shérif-adjoint Wade
- Robert Foulk (VF : Jean Clarieux) : Mate
- Chubby Johnson (VF : Jean-Henri Chambois) : Gif Lessing
- Don Beddoe (VF : Albert Augier) : Frank Porter

Acteurs non crédités
- Lane Chandler : Un colonel
- Charles Evans : Colonel Swope
- Chuck Roberson (VF : Michel Gudin) : Johnny
- Malcolm Atterbury (VF : Georges Riquier) : Luke, le trésorier
- Victor Sen Yung (VF : Jean Berton) : Chang, le steward